# Wilfried Seidel (Politiker)
Wilfried Seidel (* 21. August 1939 in Bannewitz) ist ein ehemaliger deutscher Politiker (SED) und war von 1984 bis 1989 Oberbürgermeister von Potsdam. Seidel wurde im Juni 1990 wegen Fälschung der Ergebnisse der Kommunalwahlen in der DDR im Mai 1989 verurteilt.

## Leben
Seidel, Sohn eines Rangiermeisters, ging nach der Oberschule und einer Lehre als Maschinen- und Reparaturschlosser 1957 für drei Jahre zur Nationalen Volksarmee (NVA). 1960 trat er in die SED ein und begann ein Studium an der Ingenieurschule in Meißen, welches er 1963 als Ingenieur für Kraft- und Arbeitsmaschinen abschloss. Bis 1964 arbeitete er als Mechaniker und wurde dann Technischer Leiter. 
1965/66 absolvierte Seidel einen Lehrgang an der Bezirksparteischule der SED und wurde 1970 Stellvertreter des Vorsitzenden des Rats des Kreises Zossen. 1976 schloss er ein Fernstudium an der Technischen Universität Dresden als Hochschul-Ingenieurökonom für Maschinenbau ab und studierte von 1976 bis 1979 an der Parteihochschule Karl Marx der SED, wo er das Diplom in Gesellschaftswissenschaften erreichte.
Von 1979 bis 1984 war Seidel Vorsitzender des Rats des Kreises Rathenow und wurde 1984, als Nachfolger von Brunhilde Hanke, Oberbürgermeister von Potsdam. In seine Amtszeit fiel die Unterzeichnung der Städtepartnerschaft zwischen Potsdam und Bonn. Im Mai 1989 war Seidel in die Fälschung der Kommunalwahlen in der DDR verwickelt. Am 22. Mai 1989 wurde Seidel gleichzeitig mit einem Drittel der Potsdamer Stadträte abgelöst. Nach der Wende in der DDR wurde Seidel im Juni 1990 zusammen mit seiner Stellvertreterin Marlies Nopens und dem Stadtrat für Wohnungswirtschaft, Lothar Hölzer, wegen Wahlfälschung angeklagt. Seidel wurde zu acht Monaten Freiheitsstrafe auf Bewährung verurteilt.
Von Juni bis Dezember 1989 war Seidel Vorsitzender des Komitees der Arbeiter-und-Bauern-Inspektion in Potsdam. Im Jahr 1990 war Seidel Direktor der Wohnungswirtschaft des VEB Kommunale Wohnungsverwaltung im Industriegebiet Stahnsdorf-Kleinmachnow. Nach 1990 war er als selbständiger Versicherungskaufmann tätig.